# Blue Spanish Sky
Pour les articles homonymes, voir Blue, Spanish et Sky.
Clip vidéo
[vidéo] « Blue Spanish Sky - Chris Isaak (Official Video) », sur YouTube
[vidéo] « Wicked Game - Chris Isaak (Official Video) », sur YouTube
Blue Spanish Sky (Ciel bleu espagnol, en anglais) est une chanson d'amour romantique dream pop-soft rock, de l'auteur-compositeur-interprète-guitariste américain Chris Isaak, single extrait de son 3e album Heart Shaped World (en) (Monde en forme de cœur) de 1989 (un des nombreux plus importants succès internationaux de sa carrière).

## Histoire
Chris Isaak atteint un des sommets de son succès mondial, avec sa belle voix vibrante lente sensuelle grave et déchirante de crooner, avec ses clips érotiques de play-boy sex-symbol à la Elvis Presley, James Dean, ou Chet Baker (nommé parmi les 50 personnalités les plus   sexy du monde par le magazine américain People en 1990), et avec le double tube de ce single Blue Spanish Sky et Wicked Game (en face B). 
Cette ballade est accompagnée à la guitare acoustique flamenca espagnole, batterie, et solo de trompette (inspirée du succès emblématique de celle de Chet Baker et de son style Jazz West Coast rétro des années 1950) « C'est un grand ciel bleu espagnol, je m'allonge sur le dos et regarde les nuages passer, j'ai le temps de me demander pourquoi elle m'a laissé, c'est une lente triste chanson espagnole, je connaissais les paroles mais les chantaient faux, celle que j'aime m'a abandonnée et est partie, sans moi... ». 
Il l'enregistre avec Wicked Game et son album au Studios Fantasy de Berkeley près de San Francisco en Californie. Le single et l'album connaissent un important regain de succès avec la reprise des deux titres pour la musique du film Sailor et Lula de David Lynch en 1990, avec Nicolas Cage et Laura Dern (Palme d'or au Festival de Cannes 1990).  

## Palmarès
Le single atteint la 6e place du Billboard Hot 100 américain, et l'album culmine à la 7e position du Billboard 200 américain, double disque platine vendu à plus de 2,6 millions d'exemplaires dans le monde...

## Clip
Le clip est réalisé par Bruce Weber, sur le thème de « souvenirs nostalgiques fantasmatiques d'une relation amoureuse passée » filmés en format Super 8 des années 1960. 

## Cinéma
- 1990 : Sailor et Lula, de David Lynch, avec Nicolas Cage et Laura Dern (Palme d'or au Festival de Cannes 1990).